# Sony Xperia Z1
Sony Xperia Z1 (модельний номер — C6906, інші назви — Sony Xperia Z1 Honami, Sony i1 Honami) — смартфон із серії Sony Xperia, розроблений компанією Sony, анонсований 4 вересня 2013 року на IFA 2013. Телефон був випущений в Китаї 15 вересня 2013 року, у Великій Британії 20 вересня 2013 року, а в жовтні 2013 року він вийшов на інші ринки. 13 січня 2014 року в США було випущено Sony Xperia Z1s, модифіковану версію Sony Xperia Z1, ексклюзивну для T-Mobile US.
Апарат як і попередник, отримав сертифікат IP58, що означає його пиле- і водонепроникність. Ключовою особливістю Z1 є камера на 20,7 мегапікселів у поєднанні з власним об’єктивом Sony G і його алгоритмом обробки зображень Bionz. Телефон також оснащений новим інтерфейсом користувача камери від Sony, спеціальною кнопкою затвора та має алюмінієвий і скляний корпус.

## Дизайн
Зовнішній вигляд смартфону доволі схожий на його попередника — Sony Xperia Z — використано фірмовий дизайн «Omni-Balance». Xperia Z1 має гладкі тонко закруглені краї, які з’єднані каркасом з алюмінію. Телефон покритий захисним склом, спереду і ззаду, яке є власного виробництва Sony, і вони стверджують, що він навіть міцніший, ніж Gorilla Glass. Алюмінієва кнопка живлення розташована на правій стороні пристрою. Спеціальна апаратна кнопка затвора, для легкого доступу до камери, розташована у нижньому правому куті. Передбачено легкий доступ до зовнішньої карти пам’яті та роз'єму для SIM-карт, без посторонніх предметів. На відміну від Xperia Z, Xperia Z1 не має кришки, що закриває роз’єм для навушників, але зберігає водонепроникність, що багато хто оцінили, оскільки гарантія водонепроникності на Sony Xperia Z залежила від усіх портів, які закриваються..
Розміри смартфону — 144х74х8,5 мм, що робить його товстішим (8,5 мм) і важчим (169 г), а також має товщі рамки екрану, ніж Xperia Z, навіть якщо два телефони мають однаковий розмір екрану. Sony сказала, що рамку довелося збільшити через більший середній датчик камери.  Він був доступним у чорному, білому і фіолетовому кольорах.

## Характеристики смартфону

### Апаратне забезпечення
Смартфон працює на базі чотириядерного процесора Qualcomm Snapdragon 800 (MSM8974), що працює із тактовою частотою 2,2 ГГц (архітектура ARMv7), 2 ГБ оперативної пам’яті і використовує графічний процесор Adreno 330 для обробки графіки. Пристрій також має внутрішню пам’ять об’ємом 16 ГБ, із можливістю розширення карткою microSDXC до 64 ГБ. Апарат оснащений 5-дюймовим (127 мм відповідно) дисплеєм із розширенням 1080 x 1920 пікселів із щільністю пікселів 441 ppi, що виконаний за технологією TFT. Він підтримує мультитач, для покращеного зображення і відео використовується технологіЇ Triluminos і X-Reality Engine. В апарат вбудовано 20,7-мегапіксельну задню камеру з датчиком зображення Exmor RS IMX220. Розмір датчика камери 1/2,3 дюйма такий же, як зазвичай використовується у псевдодзеркальній цифровій камері. Є також світлодіодний спалах, стабілізація зображення, HDR, автофокус, розгорнута панорама, а також 2,2 мегапіксельна фронтальну камера. Обидві камери записують відео з роздільною здатністю 1080p. Дані передаються через роз'єм micro-USB, який також підтримує USB On-The-Go, і порт HDMI (через MHL) для перегляду зображень і відео з пристрою на екрані телевізора. Щодо наявності бездротових модулів Wi-Fi (802.11 a/b/g/n/ac 5 ГГц), Bluetooth 4.0, вбудована антена стандарту GPS з A-GPS + ГЛОНАСС, NFC, трансляція екрана через Miracast, DLNA та MirrorLink 1.0. В Японії смартфон має ще інфрачервоний бластер. Весь апарат працює від Li-ion акумулятора ємністю 3000 мА·г, що може пропрацювати у режимі очікування 880 годин (36,7 дня), у режимі розмови — 13,83 години, і важить 170 грам.

### Програмне забезпечення
Спочатку Sony Xperia Z1 працював під управлінням Android 4.1.2 «Jelly Bean» із інтерфейсом користувача від Sony та додатковими програмами, включаючи медіа-програми Sony (Walkman, Альбоми і Фільми), а також режимом заряду акумулятора. Крім того, пристрій має режим Stamina, який збільшує час роботи телефону до 4 разів. Кілька програм Google (таких як Google Chrome, Google Play, Google Search (з голосом), Google Maps і Google Talk) уже попередньо завантажені. Sony також радикально змінила інтерфейс користувача камери; де було додано нові функції, такі як TimeShift і ефекти доповненої реальності (AR), такі як ходячий динозавр.
Після оновлення мікропрограми .290, завантажувач можна офіційно розблокувати, без втрати функціональності камери. 28 січня 2014 року Sony почала випуск оновлення мікропрограми .136, на додаток до виправлень помилок, Sony включила функцію балансу білого, яка дозволяє користувачеві налаштовувати баланс білого на дисплеї.
7 листопада 2013 року Sony Mobile оголосила у своєму блозі, що Xperia Z1 отримає оновлення Android 4.3 «Jelly Bean» у грудні. Було також оголошено, що оновлення Android 4.4 з часом буде випущено для Xperia Z1. 19 березня 2014 року Xperia Z1 отримав оновлення Android 4.4.2 «KitKat». 27 червня 2014 року Xperia Z1 отримав оновлення Android 4.4.4 «KitKat», яке виправило різні помилки, виявлені в попередньому оновленні Android 4.4.2.
18 листопада 2014 року Xperia Z1 (та інші пристрої Xperia) отримав оновлення, яке видаляло програму «Що нового» під час гортання, через скарги користувачів.
15 квітня 2015 року Sony Mobile офіційно випустила оновлення Android 5.0.2 «Lollipop» для Xperia Z1, починаючи з номера збірки 14.5.A.0.242. На Xperia Z1 в оновленні Lollipop була попередньо встановлена PlayStation App, тоді як раніше вона не була попередньо встановлена в попередніх оновленнях Jelly Bean і KitKat. У вересні 2015 року Sony Mobile офіційно випустила оновлення Android 5.1.1 Lollipop для Xperia Z1, починаючи з номера збірки 14.6.A.0.368. 5 листопада 2015 року Sony Mobile офіційно випустила ще одне оновлення до тоді ще нещодавно випущеної Android 5.1.1 Lollipop для Xperia Z1 з номером збірки 14.6.A.1.216. 4 грудня 2015 року Sony Mobile випустила ще одне невелике оновлення для моделей Xperia Z1 з номером збірки 14.6.A.1.236. Початкові звіти свідчать про декілька помітних змін порівняно з попередньою збіркою (14.6.A.1.216). 

## Варіанти
| Модель      | FCC id     | Перевізники/регіони | Діапазони GSM | Діапазони UMTS                                            | Діапазони LTE                                    | Примітки |
| ----------- | ---------- | ------------------- | ------------- | --------------------------------------------------------- | ------------------------------------------------ | --- |
| C6902/L39h  | PY7PM-0500 | Весь світ           | Чотири        | П'ять                                                     | Н/Д                                              | Ця модель містить чипсет MSM8274 замість MSM8974 |
| C6903       | PY7PM-0450 | Весь світ           | Чотири        | П'ять                                                     | 1, 2, 3, 4, 5, 7, 8, 20                          | [ 25 ] |
| C6906       | PY7PM-0460 | Північна Америка    | Чотири        | П'ять                                                     | 1, 2, 4, 5, 7, 8, 17                             | [ 26 ] |
| C6916 (Z1s) | PY7PM-0590 | T-Mobile US (США)   | Чотири        | П'ять                                                     | 4, 17                                            | Ця модель має пластикові краї за запитом від T-Mobile, щоб підвищити прийом LTE і швидкість. Світлодіодний індикатор сповіщень перемістився з розмовного динаміка в невеликий отвір біля переднього датчика освітлення. Логотип Sony на задній панелі замінено на «Xperia», а логотип Xperia замінено на логотип T-Mobile. Попередньо нанесена пластикова плівка на передній і задній панелі, щоб запобігти подряпинам на склі. Z1s доступний лише у чорному кольорі та 32 ГБ внутрішньої пам’яті. Також зазначається, що роз'єм для навушників переміщено по верхньому краю. |
| C6943       | PY7PM-0650 | Бразилія            | Чотири        | П'ять                                                     | 1, 2, 3, 4, 5, 7, 8, 20                          | Ця модель ідентична C6903, але також підтримує ISDB-T International в Бразилії |
| SOL23       | PY7PM-0470 | au by KDDI (Японія) | Чотири        | 1, 2, 4, 5                                                | 1, 3, 11, 18                                     | [ 29 ] [ 30 ] |
| SO-01F      | PY7PM-0440 | NTT DoCoMo (Японія) | Чотири        | 1, 5, 6, 19                                               | 1, 3, 19, 21                                     | [ 31 ] |
| L39t        |            | Китай               | Чотири        | домашній TD-SCDMA: 34, 39 тільки в роумінгу UMTS: 1, 2, 5 | домашній: 38, 39, 40, 41 тільки в роумінгу: 3, 7 | [ 32 ] |

Усі варіанти підтримують чотири діапазони 2G GSM 850/900/1800/1900 і п’ять діапазонів 3G UMTS 850/900/1700/1900/2100 (крім моделі SO-01F).

## Критика
Огляд CNET.co.uk сподобався гладкий, водонепроникний дизайн, потужні характеристики та чіткий, яскравий екран. У огляді Wired Дейва Олівера вважалося, що телефон був важким, але сподобався екран, чітке зображення та закриті кришки роз'ємів розширення.